# Sambourg
Sambourg és un municipi francès, situat al departament del Yonne i a la regió de Borgonya - Franc Comtat. L'any 2007 tenia 95 habitants.

## Demografia

### Població
El 2007 la població de fet de Sambourg era de 95 persones. Hi havia 36 famílies, de les quals 12 eren unipersonals (12 dones vivint soles i 12 dones vivint soles), 4 parelles sense fills, 16 parelles amb fills i 4 famílies monoparentals amb fills.
La població ha evolucionat segons el següent gràfic:
Habitants censats

### Habitatges
El 2007 hi havia 42 habitatges, 35 eren l'habitatge principal de la família, 4 eren segones residències i 3 estaven desocupats. 41 eren cases i 1 era un apartament. Dels 35 habitatges principals, 24 estaven ocupats pels seus propietaris, 8 estaven llogats i ocupats pels llogaters i 3 estaven cedits a títol gratuït; 1 tenia una cambra, 4 en tenien dues, 3 en tenien tres, 6 en tenien quatre i 21 en tenien cinc o més. 24 habitatges disposaven pel capbaix d'una plaça de pàrquing. A 14 habitatges hi havia un automòbil i a 15 n'hi havia dos o més.

### Piràmide de població
La piràmide de població per edats i sexe el 2009 era:
| Homes | Edats   | Dones |
| ----- | ------- | ----- |
| 0     | 95 o +  | 0     |
| 4     | 90 a 94 | 0     |
| 0     | 85 a 89 | 0     |
| 0     | 80 a 84 | 0     |
| 0     | 75 a 79 | 0     |
| 0     | 70 a 74 | 0     |
| 4     | 65 a 69 | 0     |
| 0     | 60 a 64 | 0     |
| 12    | 55 a 59 | 8     |
| 0     | 50 a 54 | 12    |
| 0     | 45 a 49 | 0     |
| 0     | 40 a 44 | 0     |
| 4     | 35 a 39 | 12    |
| 8     | 30 a 34 | 8     |
| 0     | 25 a 29 | 0     |
| 0     | 20 a 24 | 4     |
| 4     | 15 a 19 | 8     |
| 12    | 10 a 14 | 0     |
| 8     | 5 a 9   | 4     |
| 0     | 0 a 4   | 4     |

## Economia
El 2007 la població en edat de treballar era de 59 persones, 41 eren actives i 18 eren inactives. De les 41 persones actives 37 estaven ocupades (16 homes i 21 dones) i 4 estaven aturades (4 homes). De les 18 persones inactives 6 estaven jubilades, 6 estaven estudiant i 6 estaven classificades com a «altres inactius».
Activitats econòmiques
Dels 3 establiments que hi havia el 2007, 1 era d'una empresa de fabricació d'altres productes industrials, 1 d'una empresa de construcció i 1 d'una empresa de serveis.
L'únic servei als particulars que hi havia el 2009 era un electricista.
L'any 2000 a Sambourg hi havia 5 explotacions agrícoles.

## Poblacions més properes
El següent diagrama mostra les poblacions més properes.